# Yaodong

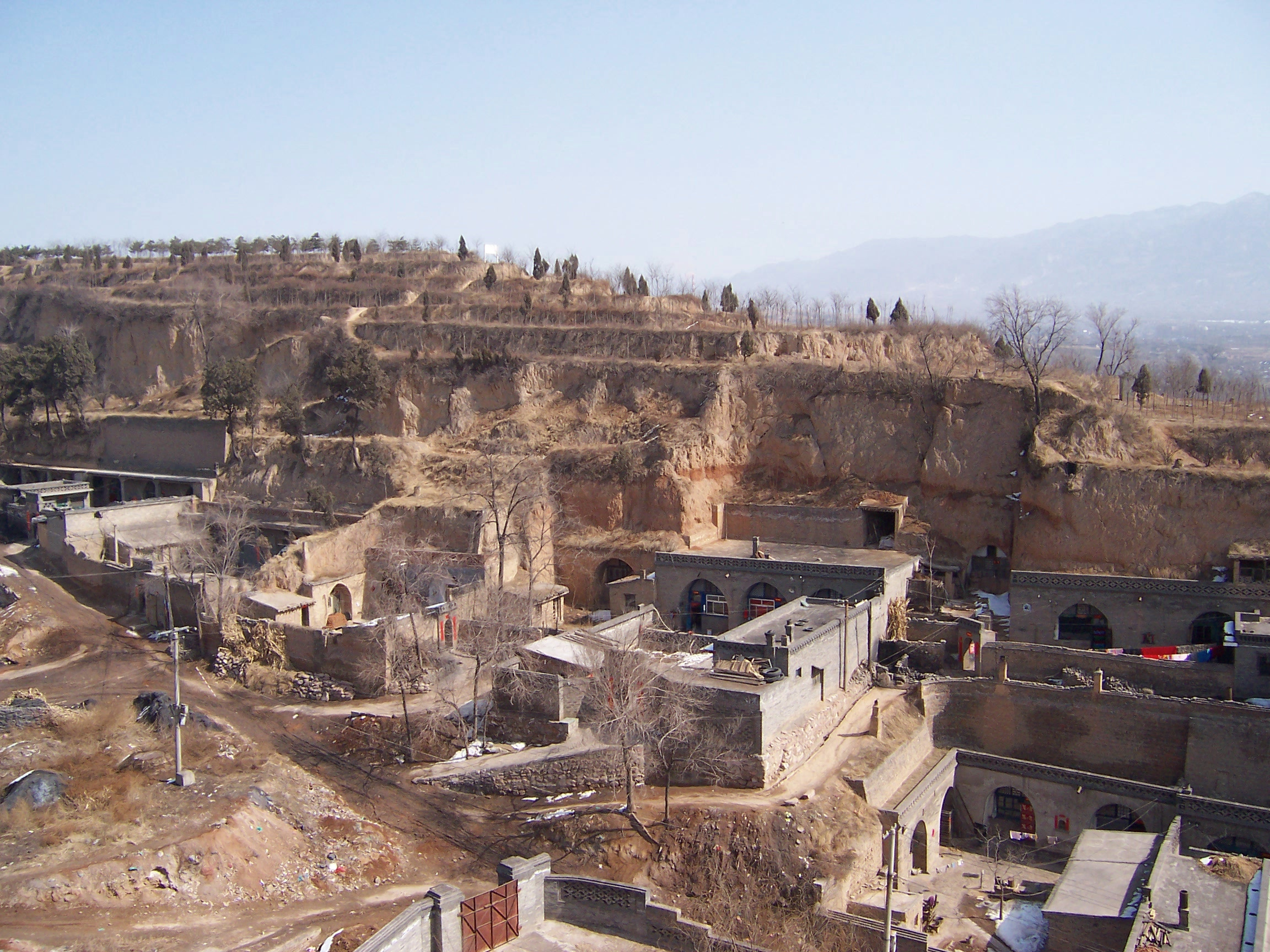
Yaodongs in Shanxi

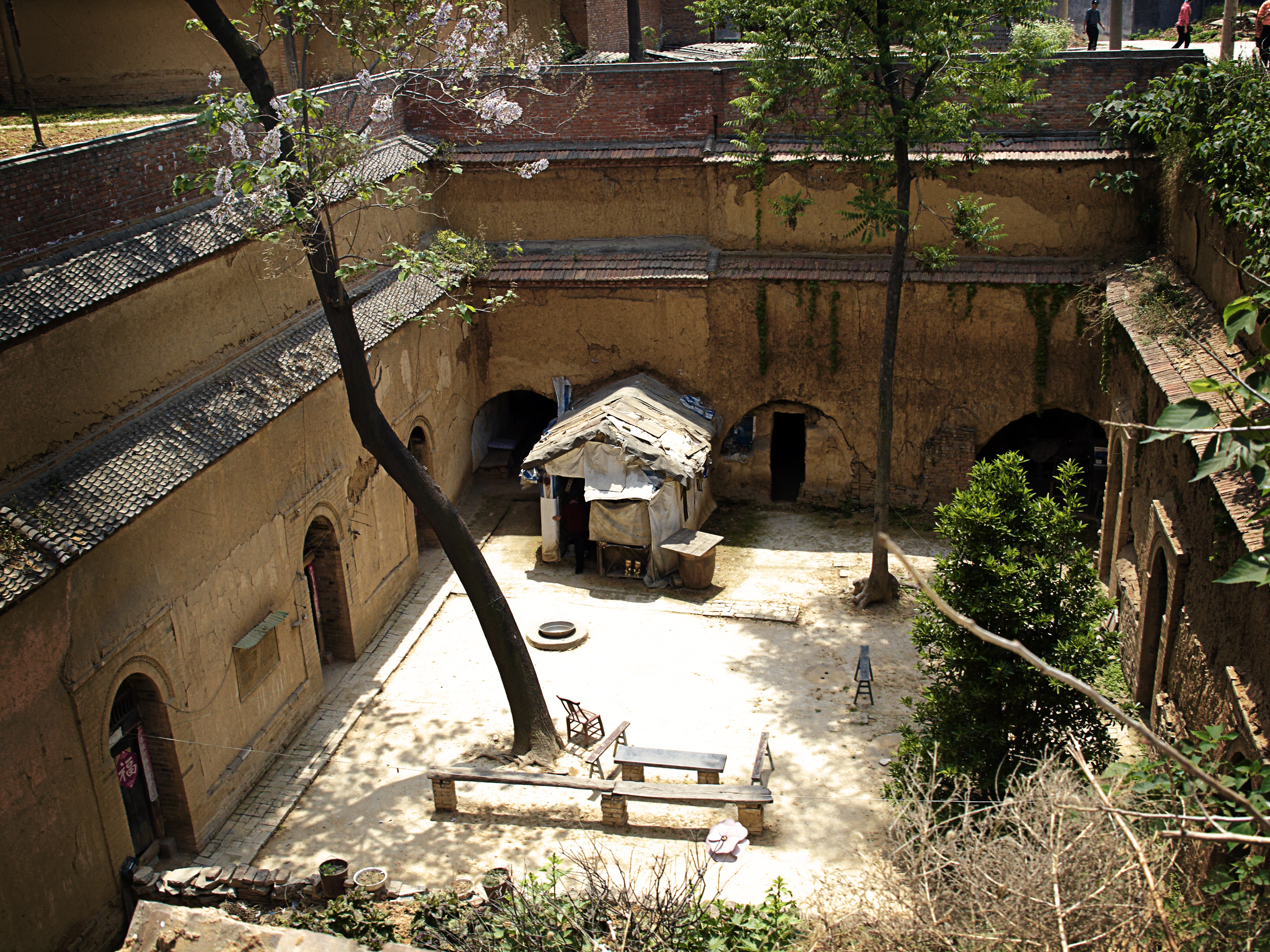
Verzonken yuadong

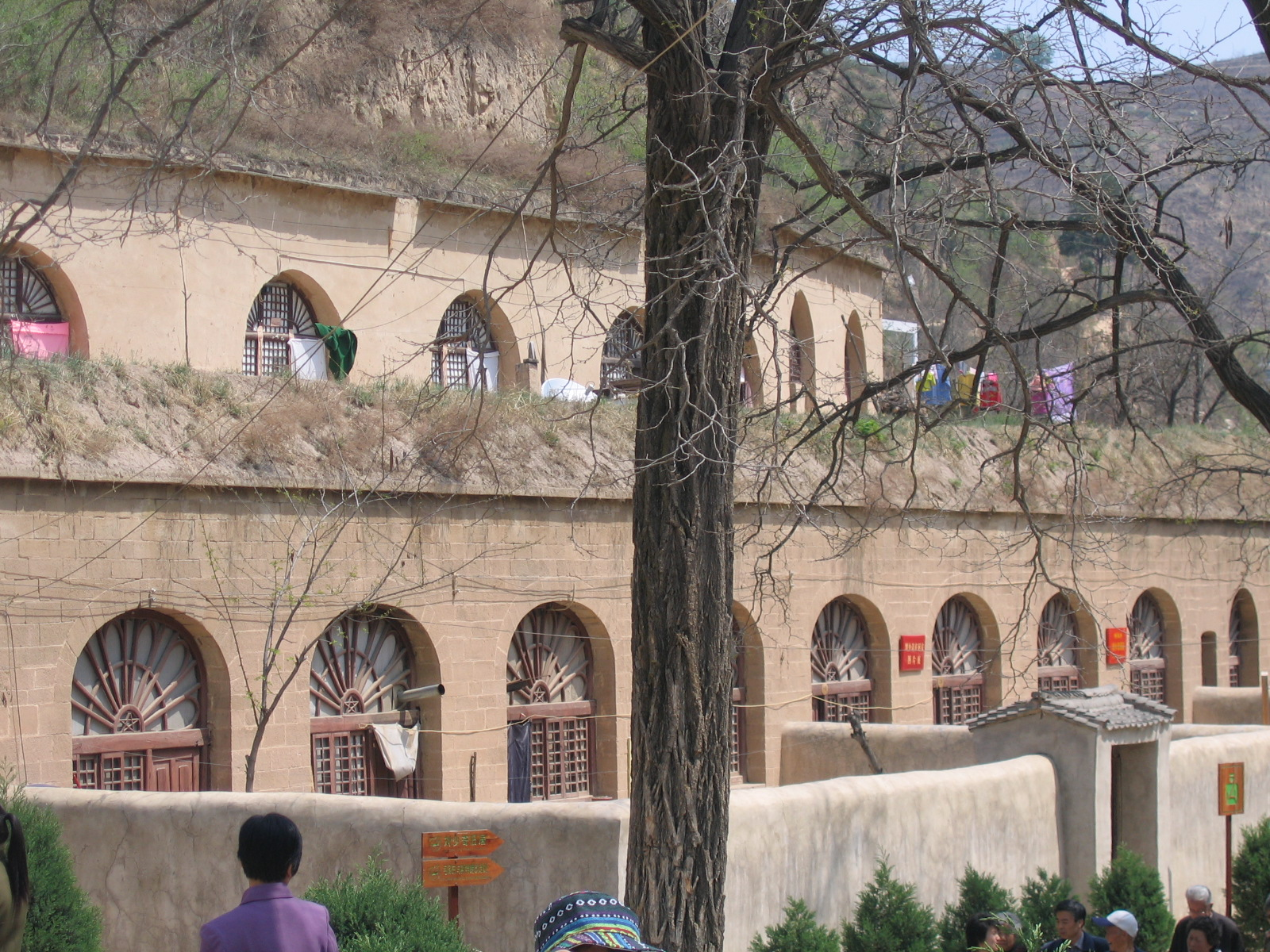
Grotyaodong

Een yaodong (traditioneel Chinees: 窰洞; pinyin: yáodòng) is een specifieke bouwvorm die veel voorkomt op het Lössplateau in het noorden van de Volksrepubliek China.
De huizen zijn gemaakt in de löss die hier in dikke lagen voorkomt. De huizen worden uitgegraven uit de steile hellingen of in de grond, rondom een centraal verzonken binnenplaats. De woningen zijn koel in de zomer en minder koud in de strenge winters. Door deze bouwwijze is er weinig behoefte aan andere bouwmaterialen als hout en baksteen.
Het gebruik van yaodongs is eeuwenoud. Ze worden nog steeds gebruikt, in 2006 leefden naar schatting 40 miljoen mensen in Noord-China in yaodongs.

## Oorsprong
De eerste yaodongs werden waarschijnlijk al gebouwd tijdens de Xia-dynastie (2205-1766 v.Chr.). Tijdens de Han-dynastie (206 v.Chr.-220 na Chr.) nam het gebruik een vlucht en de bouwtechniek werd verbeterd in latere dynastieën. De meeste woningen van dit type zijn gebouwd gedurende de Ming en Qing-dynastie, een periode waarin de bevolking van China sterk toenam.

## Versies
Afhankelijke van de natuurlijke omgeving zijn er drie versies te onderscheiden:
Grotyaodong (靠崖窑, kàoyáyáo)
Deze worden gegraven in hellingen. Het zijn ruimten met rechthoekige vloeren en het plafond is boogvormig. Na het weggraven is alleen een voormuur nodig voor de afsluiting. In de voormuur komen ramen om het interieur te verlichten. Dit type woning komt veel voor in Yan'an in de provincie Shaanxi.
Verzonken yaodong (地坑窑, dìkēngyáo)
In het vlakke land worden de woningen in de grond gegraven. Er wordt een diepe centrale binnenplaats gegraven en hierdoor ontstaan ook steile hellingen. In deze hellingen worden dan de woningen gegraven die op de binnenplaats uitkomen. Deze vorm komt veel voor in het westen van Henan.
Hoepelyaodong (箍窑, gūyáo)
Een andere naam voor deze versie is vrijstaande yaodong. Deze versie komt voor waar hellingen ontbreken en de laag te dun is om naar beneden te gaan. De woningen worden gebouwd uit blokken löss en hebben ook een getoogd plafond, net als de grot yandongs. Dit is noodzakelijk om het zware dak, dat wordt vormt gevormd door twee meter dik materiaal, te dragen. Bij de bouw wordt een houten skelet gebruikt, maar is de bouw afgerond dan wordt deze verwijderd.
De woningen zijn niet bestand tegen aardbevingen. In 1556 was er een zware beving in Shaanxi waarbij honderdduizenden mensen zijn omgekomen doordat hun yaodongs zijn ingestort.

## Naslagwerk
- (en)  Gideon S. Golany Chinese Earth-Sheltered Dwellings. Honolulu: University of Hawaii Press, 1992. ISBN 9780824813697